# 拜伦·科拉梅
拜伦· "巴内"· 科拉梅 (于1939年4月14日在美国密苏里州的阿普灵顿城出生)是一位美国记者。他在华尔街日报任职39年,并在2004年以副编辑主管的职位退休。2005年,他成为了纽约时报的第二位公众编辑，任期两年。

## 早期生活和教育背景
科拉梅于1961年在密苏里大学获得新闻学本科学位，后又于2011年获得古典文学的荣誉博士学位。1966年，他获得了马里兰大学政治学硕士学位，并在1961年到1965年期间在美国海军部队服役。 

## 华尔街日报
科拉梅于1965年加入华尔街时报，此后先后担任记者、办公室主任和编辑。1992年，他晋升为副编辑主任。"自从92年担任副编辑主任以来，巴内在我休假时，负责了整个报纸的运营，与我一起工作期间，他也承担了报纸运营的大部分工作", 时任日报编辑主任的保罗·史泰格在2004年宣布科拉梅退休时这么说道。科拉梅作为副编辑主任的职责包括把控报纸报道的真实性和报道质量标准，所以他 "被认为是华尔街日报的良心"。但是，他在日报新闻室之外所承担的角色却鲜少有人提及。
他获得的不少新闻奖项也肯定了其日报时期的工作成绩。2005年，他被授予杰拉尔德·里尔本终生成就奖以及纽约金融作家协会艾略特·贝尔奖。此外，在2002年，他还荣获美国商业编辑和作家杰出贡献奖。

## 纽约时报
从纽约日报退休2个月后，他应邀成为纽约时报的公众编辑，接替丹尼尔·奥克兰在申诉专员的岗位（此岗位后来由克拉克·欧易特接替）。 在担任公众编辑期间，他将工作重心放在报道细节和真实性上，这一做法引起了业界不小争议，一些观察员批评他对于报纸内容监控及旗下员工过于宽容。
时任《史雷特》杂志媒体评论员的杰克·沙弗 , 在2006年5月的评论中将科拉梅第一年担任公众编辑的表现描述为 "平庸"。他点评道："如果他愿意地话，科拉梅拥有能将‘新闻之海’烧干的能力，但他仅仅为他的读者将茶壶加热，并倒出少量的小甘菊而已"。
同时，科拉梅还受到了保守派和自由派的指责。保守派联合工会专栏作家迈克尔·马钦认为科拉梅 "毫无建树"。 西德尼·斯坎伯格以及后来的自由派杂志《乡村之声》的媒体记者,也于2006年发出过反对的声音，认为他对于纽约时报上的一篇关于国家安全的文章过于苛求细枝末节。
另外一些评价则更加积极正面。2006年，科拉梅的6篇公众专栏获巴特·理查德媒体批评奖。“‘他的观察和评论直接而坦率，从来不害怕表达出自己的真实想法，他让报纸变得更加具有社会责任感。’ ”前美国新闻编辑协会主席同时也是这一奖项的三位评委之一，彼得·芭提雅这样评价科拉梅德的专栏 。
在科拉梅接的任期接近尾声时，沙弗曾对纽约观察报评论说: "我认为巴内已经改变了许多，他不再用从前的方式处理新闻报道，很多报道也不再拘泥于细枝末节。对于他的这种改变，我给他打80分"。
在一起法律事件宣判结束后，科拉梅严肃地批评了朱迪思·米勒，因为她选择了服刑而不是把她所知道的消息公诸于众。他质疑她在报道中所选择的“捷径”，并总结道："她在新闻室内外遇到的问题将会使得她难以再以记者的身份回到报业工作中"。 他的评论受到了米勒及其支持者的激烈反驳，他们认为科拉梅在这一事件中表现地更像是管理层代表而非独立思考者。
科拉梅还曾揭露，2006年4月9日的纽约时代杂志封面故事的作者杰克·黑特所撰写的故事，并没有依据事实真相进行报道。故事里写道：萨尔瓦多的一名妇女因为私自打胎而被判处30年监禁。事实上，她被判刑是因为她被控谋杀了一名新生婴儿。科拉梅同时也批评了两位主管编辑助理，因为他们在知晓了事实真相后依然坚称报道是真实的，并拒绝撤回报道。直到科拉梅的专栏报道了此事并引起了公众强烈谴责后，他们才在报纸上刊登了更正说明。
2006年1月1日，科拉梅还在专栏中公开质问了时代周刊的执行主编比尔·克勒和出版人阿瑟·斯康泽博格。在专栏中，科拉梅谴责了克勒拒绝回答他就2005年12月16日的一篇关于美国国家安全局分级窃听项目延期报道的行为。八个月后，克勒向科拉梅承认他确实将关于此事的报道安排到了2004年总统选举后发布，而并非是原文中声称的那样，仅延后了一年刊登。